# Steffen Rasmussen
Steffen Bjørnebo Rasmussen (ur. 30 września 1982 w Grenaa) – duński piłkarz, grający na pozycji bramkarza.

## Kariera klubowa
Rasmussen od początku profesjonalnej kariery występuje w klubie Aarhus GF.

## Kariera reprezentacyjna
W reprezentacji Danii zadebiutował 26 stycznia 2013 roku w towarzyskim meczu przeciwko Kanadzie. Na boisku przebywał przez pełne 90 minut.
| Mecze i gole w reprezentacji | Mecze i gole w reprezentacji | Mecze i gole w reprezentacji | Mecze i gole w reprezentacji | Mecze i gole w reprezentacji | Mecze i gole w reprezentacji | Mecze i gole w reprezentacji |
| #                            | Data                         | Stadion                      | Rywal                        | Wynik                        | Gol                          | Rozgrywki                    |
| 2013                         | 2013                         | 2013                         | 2013                         | 2013                         | 2013                         | 2013                         |
| ---------------------------- | ---------------------------- | ---------------------------- | ---------------------------- | ---------------------------- | ---------------------------- | ---------------------------- |
| 1.                           | 26.01.2013                   | Tucson, USA                  | Kanada                       | 4:0                          | 0                            | towarzyski                   |